# 灼眼のシャナ
『灼眼のシャナ』（しゃくがんのシャナ）は、高橋弥七郎による日本のライトノベルおよびこれを原作とするメディアミックス作品。イラストはいとうのいぢが担当している。略称は「シャナ」。電撃文庫（メディアワークス→アスキー・メディアワークス）より2002年11月から2012年11月まで刊行された。2023年11月に短編集として『灼眼のシャナ SIV』が刊行された。

## 概要
人知れず行われる異世界の住人“紅世の徒（ぐぜのともがら）”と異能力者「フレイムヘイズ」との戦いを背景に、平凡な高校生活を送っていた少年と異能力者の1人である少女との出逢いを発端とした、日常生活と戦いの日々を描く物語作品。
2002年11月、小説の第I巻が発行され以降シリーズ化することとなった。
また、日販調べの週間ベストセラー、文庫ランキングでは文庫化されている本編19作＋短編集3作品のうち16作品が初登場3位以上を記録しており、VII・XIII・XIV・XVI・XVII・XVIII・XIXの7作品が第1位を記録している。2011年10月のXXII巻発売にて本編が完結、2012年11月の外伝SIII巻発売にてシリーズが完結した。完結から10年が過ぎた2023年にその後を描いた短編集、「灼眼のシャナ SIV」が刊行された。
また小説を原作としたメディアミックス展開が行われ、2003年にラジオドラマ化、2005年に漫画版連載が開始され、同年及び2007年と2011年にはテレビアニメがそれぞれ半年間放送された。
その他、2006年からテレビアニメ版スタッフ・キャストによるドラマCD、ゲーム、OVAも発表され、2007年には劇場版アニメが制作されている（これらの詳細は後述する）。
2022年1月時点でシリーズ累計部数は860万部、関連書籍を含めたシリーズ累計発行部数は1080万部をそれぞれ記録している。『このライトノベルがすごい!』作品部門では2008年版で10位を獲得している。

## 作品内容

### 構成
本編
本編はナンバリング順序通りの長編物語となっている。なおナンバリングされているV、X、XV巻ではプロローグとエピローグ部分は現代の話であるが、それ以外は長編形式の外伝となっており時系列ではI巻よりも過去の話である。これらナンバリングされた外伝は、以降の展開の重要な伏線となっている。XXII巻で本編は完結。
外伝
本作では、本編の物語の挿入話（エピソード）となる話を外伝と定義されており、タイトルはカタカナで表記されている。前述のV、X、XV巻や『ゾートロープ1-4』など一部例外はあるが主に短編形式で書かれており、シャナと悠二以外を主人公とした作品も多数描かれている。また、タイトルのアルファベット綴りの頭文字は全て重複が無いようにされている。
番外編
本編の挿入話としては扱われない「何でもあり」の話は番外編として定義されており、番外編のタイトルはひらがなで表記されている。なおアニメや漫画等の二次創作された番外編においてはタイトルの表記は統一されていない。
“狩人”のフリアグネ
読者からの疑問や質問に、作中のキャラクターを用いた会話形式で答えるコーナー。本文中では『“狩人”のフリアグネ なんでも質問箱』と呼称される。当初は番外編『しゃくがんのしゃな』『しんでれらのしゃな』の中に組み込まれた形式だったが、0巻巻末での書き下ろし以降は独立枠の掌編になっている。

### あらすじ
御崎市で平凡な日常を過ごしていた高校生の坂井悠二は、怪物の出現と共に非日常の世界に巻き込まれ、名も無き少女と出逢った。その名も無き少女は、人知れず人を喰らう異世界人“紅世の徒”を探し討滅するフレイムヘイズの1人。彼女は、悠二が自覚がないまま死んでいることを告げ、訳あって“紅世の徒”から狙われるようになった悠二を護る様になる。そんな彼女に悠二は「シャナ」と名付ける。2人は当初は反発しながらも、少しずつ惹かれ合っていく。
フレイムヘイズに課せられた使命の塊であったシャナは、自身が抱く悠二への恋心に戸惑い悩みながらも御崎市で暮らすうちに、徐々に一人の人間として成長していく。一方の悠二も、自身が既に人間ではないことに悩み将来を見出せずにいたが、シャナや仲間たちと共に“紅世の徒”との幾多の戦いを経て、フレイムヘイズと“紅世の徒”の戦いをいつか終わらせたいと望むようになる。
一方、“紅世の徒”の大集団・［仮装舞踏会（バル・マスケ）］は、トーチである悠二をこの世に存在させ続けている宝具『零時迷子』が、自分たちが数千年をかけて準備してきた計画『大命』の最後の切り札だとして、狙いを定めていた。クリスマス・イヴに［仮装舞踏会］盟主“祭礼の蛇”と合一した悠二は、『大命』の全貌を知らされると、フレイムヘイズと“紅世の徒”の戦いを終わらせるために［仮装舞踏会］側に付くことを選び、彼らの放埓を許さないシャナたちと敵対することになる。

## 登場人物
シャナ
本作のメイン主人公、恋愛面ではヒロイン的存在でもある。人間の“存在の力”を喰らう“紅世の徒”を退治するフレイムヘイズの一人で、『炎髪灼眼の討ち手』という称号を持つ。
坂井悠二
本作のもう一人の主人公。人間としての坂井悠二は“紅世の王”によって“存在の力”を喰われ既に死亡しており、彼自身は“存在の力”の残滓によって生きた人間に偽装された「トーチ」と呼ばれる存在である。本来はすぐに消えるはずだったが、無作為転移によって宝具『零時迷子』を内包したため、存在を保っている。
“天壌の劫火”アラストール
シャナと契約し、彼女に異能を与えている強大な“紅世の王”にして“紅世”真正の『天罰神』。
吉田一美
内気でおとなしく家庭的な少女。
“祭礼の蛇”
強大な“紅世の王”にして“紅世”真正の『創造神』で、［仮装舞踏会］盟主でもある。『大命』と呼ばれる計画のため、悠二が宿す宝具『零時迷子』を必要としている。
“千変”シュドナイ
強大な“紅世の王”にして創造神“祭礼の蛇”の眷属である『三柱臣』の一柱である『将軍』。
“頂の座”ヘカテー
強大な“紅世の王”にして創造神“祭礼の蛇”の眷属である『三柱臣』の一柱である『巫女』。
“逆理の裁者”ベルペオル
強大な“紅世の王”にして創造神“祭礼の蛇”の眷属である『三柱臣』の一柱である『審神者（さにわ）』。後にこの呼称は『軍師』、そして『参謀』に変更された。

## 設定・世界観

### 世界設定
本作では現実と同様の性質をもつ「この世」と架空の異世界“紅世”（ぐぜ）とが設定され、物語は日本の架空の都市である御崎市を中心に展開する。“紅世”から渡り来た住人“紅世の徒（ぐぜのともがら）”は、この世に存在するための根源的なエネルギー“存在の力”を人間から人知れず奪う（喰らう）。喰われた人間は元々いなかった事になり、人間を喰らうことで得た“存在の力”を使って“徒”は本来起こるはずのない出来事を引き起こす（自在式・自在法の利用）。“徒”の中でも強い力を持つ“王”たちの一部は、こうして生まれた存在の欠落や矛盾が世界のバランスを崩しいつか決定的な破滅が起きることを危惧して人間と契約を交わしフレイムヘイズと呼ばれる異能力者を生み出すことで、人を喰らう“徒”を討ち、この世と“紅世”のバランスを保とうと戦いを繰り広げている。

### “存在の力”に関する概念
ここでは本作の設定の根幹を成す“存在の力”の概念について解説する。
“存在の力”とは、この世に存在するための根源的なエネルギーである。人間や動物・物質など、この世のあらゆる個体が持っており、この世の時空に過去・現在・未来に渡って広がっている。“存在の力”の量が多い人間ほど、周囲に強い影響力（≒存在感）を持つことになる。また人間の場合、死亡してもその人物の“存在の力”が失われることはなく、過去の時空にその人物の“存在の力”は残り続け、同時に「その人物が過去に存在していた事実」も残り続ける。

#### 世界の歪み
“紅世の徒”がこの世で活動するため、この世の人間の“存在の力”を変換・吸収する（「喰らう」と例えられる）などすると、本来あるべき“存在の力”が過去・現在・未来の時空から強制的に失われ、その存在は「最初からこの世に存在していなかった」ことになる。すると、その存在によって起こるはずだった影響（人間関係など）や、所有物や関わった人間の記憶や写真などの『存在した証』も同時に失われる。しかし、既に起きた出来事などを巻き戻すには至らないため、本来あるべき存在が失われたことで、矛盾する部分が必ず生じる。それらが積み重なって、この世を構成する巨大な“存在の力”の秩序と流れに変調をきたしている状態を「世界が歪んでいる」と言い、前述の通りあまりにも歪みが大きくなると、この世と“紅世”の両界に『大災厄』と称される大きな災いが起きると予想されている。
例を挙げれば、子供と家を持つ夫婦が喰われた場合、夫婦自身やその直接の持ち物は消える。しかし子供は親がいない子供として残り、住んでいる家は夫婦の部屋が空っぽの状態になって残る。人々の記憶は夫婦が「最初からこの世に存在していなかった」ように修正され、残された子供や家に関する矛盾や疑問点を追究する者も通常はいないとされる。このような違和感の集合が「世界の歪み」である。「世界の歪み」を感覚として捉えることができるフレイムヘイズはこの歪みを“徒”のいた痕跡として追い、同様の力を持つ“徒”も歪みがあると興味を惹かれてその土地にやって来る傾向がある。
“紅世”の関係者は一般に上述のように認識しているが、歪みの真の原因は“存在の力”がこの世で自然発生し得ない状態に変換されたことによる「不安定化」である。“存在の力”は実際には消失しておらず、異世界の住人である“徒”が「この世に存在する為の根源的な力」として本来この世に存在しない形に固定しており、それが“存在の力”の流れを滞らせ歪みを生む原因となっている。これが“徒”に発覚すれば「不安定化した“存在の力”を使えば“存在の力”が安定化するため、“存在の力”を乱用しても何の問題もない」という誤認を生み、中途の過程を無視した更なる暴走を招く恐れがあったため、この事実に気づいた『宙の心臓』とその弟子である『大地の四神』のみの秘密とされた。後に現代の『大戦』の最中に『大地の四神』の一人であるセンターヒルから、シャナ他数名のフレイムヘイズのみに伝えられた。

#### トーチと“ミステス”
“徒”が人間の“存在の力”を喰らうと、“存在の力”が急激に失われることでこの世に強い歪みが発生する。強い歪みはフレイムヘイズに感知されやすいため、多くの“徒”は喰った（喰われた）人間の“存在の力”を少量残して加工し、トーチという残滓を作る。トーチを作ると“存在の力”の消失が緩やかになり、この世に発生する歪みも最初は弱く、その後徐々に強くなっていくため、フレイムヘイズに感知されにくくなる。またフレイムヘイズたちも、“徒”との戦闘の後に必要に応じてトーチを作り、世間に急激な変化がないように配慮している。
トーチは元となった人間の姿と記憶を持ち、その人間が生き続けた場合と同様に活動するが、残された“存在の力”を消耗するにつれ徐々に存在感や気力が薄れ、やがて“存在の力”を完全に失い消失する。周囲の人間は、しだいにトーチへ意識を向けなくなるため、トーチが消失しても全く気づかない。トーチ自身も通常は、自身がトーチであると気づかないまま消失する。また、元となった人間に関する人々の記憶や所持品などの「存在した証」は、トーチが存在する間は維持されるが、トーチが消失すると同時にこの世から失われる。
トーチの中には、特殊能力を持つ道具“宝具”を存在の内に宿すものがある。このようなトーチは“ミステス”と呼ばれ、そのトーチが燃え尽きる、または破壊されると宿されていた宝具は別のトーチに無作為に転移し、移った先のトーチがまた“ミステス”となる。“ミステス”は基本的には普通のトーチと何ら変わりないが、宿した宝具の影響を受け特殊な力を持つ場合がある。本作の主人公である坂井悠二もまた、“ミステス”の一人である。

#### 炎
“存在の力”への干渉は、基本的に「在り得ないことの現われ」「事象への干渉」の片鱗として炎として視覚化される。この炎はあくまで見た目の話であり、熱エネルギーを持たず、物も燃やさない。“徒”は個体ごとに違った色の炎を現す。フレイムヘイズは契約している“紅世の王”と、“燐子”（“徒”の作り出す下僕）は製作者である“徒”と同じ色の炎で、トーチの場合は存在を喰らった“徒”の炎の色を薄めたものになる。

## 用語
“紅世（ぐぜ）”
人間が暮らすこの世とは異なる世界。独自の物理法則によって成り立っており、五感が意味をなさない。「力そのものが混じり合う世界」であり、力のせめぎ合いが延々と続く、生きてゆくには過酷な世界とされている。かつて徒は“渦巻く伽藍”と呼んでいたが、彼らからその様子を聞いた人間の詩人が付けた“紅世”という名称が定着した。
紅世の住人を“紅世の徒（ぐぜのともがら）”（略して“徒”）と言い、より力の強い者は“紅世の王”（略して“王”）と称される。また、これらがこの世で作り出す下僕を“燐子”という。
ちなみに人間が暮らす世界は、作中では常に「この世」と書かれており、“紅世”でどう呼ばれているかは不明。
フレイムヘイズ
“紅世の王”と契約し、異能を得た元人間の総称。呼び名は、契約の際に人間が幻視するこの世と“紅世”の両界の狭間の光景「炎の揺らぎ」に由来する。契約した“紅世の王”はフレイムヘイズの中（『運命という名の器』）に休眠し、意識のみを神器という道具に表出させる。フレイムヘイズとなった経緯や目的はそれぞれに異なるものの、主な者達は“紅世の徒”を討滅してこの世と“紅世”のバランスを保つ事を生業としている。詳細はフレイムヘイズ及び神器を参照。
運命
本作における「運命」とは、一般に使用される「運命」とは意味が異なり、“存在の力”を、過去・現在・未来でトータルしたものである。
現在の“存在の力”の量は時系列に沿って変化するものであり、それを立体に見立てたものを『運命という名の器』とも呼ぶ。フレイムヘイズの『器』とは、契約の際の代償として運命が失われた際に生じる、この世の時空に開いた“存在の力”の空白のことである。
この世の本当のこと
世間一般には隠されている、“紅世”に関わる様々な事実のこと。人間には覆せない優位性を持つ“紅世の徒”がこの世に存在することや、その“徒”がこの世で気ままに跳梁跋扈していると言う事実は、人間社会に収拾不可能な世界規模の混乱を与える恐れがあるため、特別な理由がない限り一般には知らされない。また、一般人は“徒”やフレイムヘイズ側から干渉されない限り、“紅世”に関わる様々な事実を認識できず、それらの認識が一般に広まりにくいと言う実情もある。
なお19世紀後半に、これらの事実を一般人に認知させるべく活動する者たちが現れ、彼らは自らを［革正団（レボルシオン）］と名乗った。彼らの思想は「普通の」“徒”やフレイムヘイズからは狂気と見なされ、20世紀半ば頃には根絶された。
『闘争の渦』
騒動を引き寄せ、波乱の因果を導き、激突に衝突させる、恐るべき『時』の勢い。具体的には、普段は一生会わないのが普通とされているフレイムヘイズや“紅世の徒”が、一つの都市や街に短期間の内に集中的に現れる現象を指す。過去幾つかあった“紅世”に関わる大きな戦いの遠因となっている。
宝具
“紅世の徒”やフレイムヘイズが用いる特殊な道具。その効果は様々で、ほとんどの宝具が“存在の力”を込めることで機能するため本来は人間は使用できない。“徒”と人間の両方が望まなければ作り出せない、この世と“紅世”の狭間の物体である。
自在法
“存在の力”を操ることで、この世では起こり得ない不思議を現出させる術を自在法、それに付随する紋様を自在式という。自在法はこの世の“存在の力”の流れに直接干渉するため、“存在の力”を感知できる者は発動時の違和感を察知することが出来る。効果の大きい自在法ほど生じる違和感も大きく、“存在の力”を察知できない人間の感覚にも影響を与える場合がある。
自在法は“徒”がこの世にやって来た目的を果たすために使われるほか、フレイムヘイズにとっても戦闘の上で欠かせない武器となり、特に自在法を用いるのが得意な者は「自在師」と呼ばれる。

## 制作背景
三木一馬は高橋の前作『A/Bエクストリーム』が「重厚感」を前面に出したため「軽い」小説を求めていた読者に受け入れられなかったと分析し、本作では従来の高橋の作風に「キャッチー」な要素を加えることを考えた。例えば構想段階では妙齢だったシャナはギャップを出すことを目的として見た目や年齢を幼くすることで、全長130センチの大太刀を振り回すシャナの描写にインパクトを与えることができ、また読者層が若いことに着目して読者と同年代または年下の少女の頑張る姿に親しみを持たせることが出来ると三木は述べている。

## 評価
文芸評論家の榎本秋は、敵とのバトルやその裏で進行する陰謀といった非日常と対比する形で日常シーンがしっかりと描かれていることが本作において特に魅力的な点であると述べている。その他、ヒロイン的キャラクターのエピソードによる「萌え」的な要素と、バトル＆アクションや物語で徐々に明らかになる深く掘り下げて構成された設定による「燃え」的な要素が両輪となり人気の元となっているというライトノベルの常套手段が盛り込まれた作品であるとも紹介している。

## 既刊一覧
高橋弥七郎による著書『灼眼のシャナ』の既刊一覧と、その他に収録された作品も併せて記載する。
|    | タイトル           | 初版発行日     | 発売日         | ISBN              |
| -- | ------------------ | -------------- | -------------- | ----------------- |
| 1  | 灼眼のシャナ I     | 2002年11月25日 | 2002年11月10日 | 4-8402-2218-5     |
| 2  | 灼眼のシャナ II    | 2003年4月25日  | 2003年4月10日  | 4-8402-2321-1     |
| 3  | 灼眼のシャナ III   | 2003年7月25日  | 2003年7月10日  | 4-8402-2410-2     |
| 4  | 灼眼のシャナ IV    | 2003年8月25日  | 2003年8月10日  | 4-8402-2439-0     |
| 5  | 灼眼のシャナ V     | 2003年11月25日 | 2003年11月10日 | 4-8402-2519-2     |
| 6  | 灼眼のシャナ VI    | 2004年2月25日  | 2004年2月10日  | 4-8402-2608-3     |
| 7  | 灼眼のシャナ VII   | 2004年7月25日  | 2004年7月10日  | 4-8402-2725-X     |
| 8  | 灼眼のシャナ VIII  | 2004年10月25日 | 2004年10月10日 | 4-8402-2833-7     |
| 9  | 灼眼のシャナ IX    | 2005年2月25日  | 2005年2月10日  | 4-8402-2881-7     |
| 10 | 灼眼のシャナ X     | 2005年9月25日  | 2005年9月10日  | 4-8402-3142-7     |
| 11 | 灼眼のシャナ XI    | 2005年11月25日 | 2005年11月10日 | 4-8402-3204-0     |
| 12 | 灼眼のシャナ XII   | 2006年2月25日  | 2006年2月10日  | 4-8402-3304-7     |
| 13 | 灼眼のシャナ XIII  | 2006年9月25日  | 2006年9月10日  | 4-8402-3549-X     |
| 14 | 灼眼のシャナ XIV   | 2007年2月25日  | 2007年2月10日  | 978-4-8402-3719-2 |
| 15 | 灼眼のシャナ XV    | 2007年8月25日  | 2007年8月10日  | 978-4-8402-3929-5 |
| 16 | 灼眼のシャナ XVI   | 2007年11月25日 | 2007年11月10日 | 978-4-8402-4061-1 |
| 17 | 灼眼のシャナ XVII  | 2008年11月10日 | 2008年11月10日 | 978-4-04-867341-9 |
| 18 | 灼眼のシャナ XVIII | 2009年2月10日  | 2009年2月10日  | 978-4-04-867521-5 |
| 19 | 灼眼のシャナ XIX   | 2009年9月10日  | 2009年9月10日  | 978-4-04-868007-3 |
| 20 | 灼眼のシャナ XX    | 2010年4月10日  | 2010年4月10日  | 978-4-04-868451-4 |
| 21 | 灼眼のシャナ XXI   | 2010年11月10日 | 2010年11月10日 | 978-4-04-870050-4 |
| 22 | 灼眼のシャナ XXII  | 2011年10月10日 | 2011年10月10日 | 978-4-04-870960-6 |

| 既刊              | 初版発行日     | 発売日         | ISBN              |
| ----------------- | -------------- | -------------- | ----------------- |
| 灼眼のシャナ 0    | 2005年6月25日  | 2005年6月10日  | 4-8402-3050-1     |
| 灼眼のシャナ S    | 2006年6月25日  | 2006年6月10日  | 4-8402-3442-6     |
| 灼眼のシャナ M    |                | 限定販売       | なし              |
| 灼眼のシャナ SII  | 2008年6月25日  | 2008年6月10日  | 978-4-04-867085-2 |
| 灼眼のシャナ SIII | 2012年11月10日 | 2012年11月10日 | 978-4-04-891085-9 |
| 灼眼のシャナ SIV  | 2023年11月10日 | 2023年11月10日 | 978-4-04-915272-2 |

|        | タイトル                                     | 初版発行日     | 発売日         | ISBN              |
| ------ | -------------------------------------------- | -------------- | -------------- | ----------------- |
| 解説本 | 灼眼のシャナノ全テ                           | 2005年12月30日 | 2005年12月10日 | 4-8402-3287-3     |
| 解説本 | DVD付き限定版 アニメ『灼眼のシャナ』ノ全テ   |                | 2006年10月27日 | 4-8402-3547-3     |
| 解説本 | 通常版 アニメ『灼眼のシャナII』ノ全テ        | 2009年10月19日 | 2009年10月19日 | 978-4-04-868123-0 |
| 解説本 | DVD付き限定版 アニメ『灼眼のシャナII』ノ全テ | 2009年10月19日 | 2009年10月19日 | 978-4-04-868122-3 |
| 解説本 | 灼眼のシャナノ全テ 完                        |                | 2013年6月27日  | 978-4-04-891322-5 |
| 画集   | いとうのいぢ画集『紅蓮』                     | 2005年2月25日  | 2005年2月25日  | 4-8402-2898-1     |
| 画集   | いとうのいぢ画集II『華焔』                   | 2007年8月9日   | 2007年8月9日   | 978-4-8402-3987-5 |
| 画集   | いとうのいぢ画集III『蒼炎』                  | 2009年8月10日  | 2009年8月10日  | 978-4-04-867990-9 |
| 画集   | いとうのいぢ画集 結『遮那』                  |                | 2013年8月9日   | 978-4-04-891321-8 |

その他
作者によってテキストが書かれた『灼眼のシャナDS』、脚本を手がけたドラマCD『灼眼のシャナ ドラマディスク』（内容は上記の『ノーマッド』と同一）が外伝として位置している。
外伝『ヴァージャー』、外伝『フューチャー＆ホープ』はそれぞれ電撃文庫MAGAZINE』2008年11月増刊号、2012年7月号の読み切り作品として書かれたものであり、SIII巻に収録された。

## ドラマCD

### 灼眼のシャナ ドラマディスク
2004年6月発売。2003年にラジオ番組「電撃大賞」内で計4回放送されたラジオドラマとCDオリジナル1編を収録。メディアワークスのネット販売や『電撃hp』の誌上通販などが行われた。脚本は作者である高橋弥七郎が担当し、小説本編のI巻とII巻の間を埋める正式な外伝となっている。後に脚本を小説の形式に書き直した外伝『ノーマッド』として小説化され『灼眼のシャナM』に収録された。
声の出演
アニメ化以前の作品であるため、アニメ版とは出演者が異なる。
- シャナ - 堀江由衣
- 坂井悠二 - 森田成一
- アラストール - 大塚明夫
- 吉田一美 - 佐藤朱
- 坂井千草 - 皆口裕子
- フリアグネ - 松風雅也
- “燐子”ニーナ - 浅野真澄
- 池速人 - 笹田貴之

### Assorted / SPLENDIDE / SUPERIORITY
ジェネオンエンタテインメント（Assorted / SPLENDIDE）およびワーナー・ホーム・ビデオ（SUPERIORITY）より発売。キャストおよび設定をアニメ版と同様にした番外編ミニドラマとキャラクターソングを収録。
灼眼のシャナ Assorted Shana VOL.I （2006年2月22日発売）
- 「EXIST」歌 - シャナ（声 - 釘宮理恵） / 作詞 - マイクスギヤマ / 作曲・編曲 - 村上正芳
- ドラマ「アラストールの苦悩」
- 「ひそやかにキララ」歌 - 吉田一美（声 - 川澄綾子） / 作曲 - マイクスギヤマ / 作曲・編曲 - 根岸貴幸
- ドラマ『吉田一美の日記』

灼眼のシャナ Assorted Shana VOL.II （2006年3月22日発売）
- 「Wolf in my heart」歌 - マージョリー・ドー（声 - 生天目仁美） / 作詞 - マイクスギヤマ / 作曲・編曲 - 多田彰文
- ドラマ『いつもの放課後に……』
- 「tough」歌 - カムシン（声 - 皆川純子） / 作詞 - くまのきよみ / 作曲・編曲 - 岸村正実
- ドラマ『フレイムヘイズの午後』

灼眼のシャナ Assorted Shana VOL.III （2006年4月21日発売）
- 「仮面の剥落」歌 - ヴィルヘルミナ・カルメル（声 - 伊藤静） / 作詞 - くまのきよみ / 作曲・編曲 - 澤口和彦
- ドラマ『索敵メロンパン』
- 「ブルースカイ」歌 - シャナ（声 - 釘宮理恵） / 作詞 - くまのきよみ / 作曲・編曲 - 丸尾稔
- ドラマ『紅世の王、極秘会議』

灼眼のシャナII SPLENDIDE SHANA Vol.I （2008年2月22日発売）
- 「EXISTII」歌 - シャナ（声 - 釘宮理恵） / 作詞 - マイクスギヤマ / 作曲・編曲 - FAULTFINDERS
- ドラマ『シャナの社会科見学〜一夜の夢の如し〜』
- 「風の行方」歌 - 近衛史菜（声 - 能登麻美子） / 作詞 - マイクスギヤマ / 作曲・編曲 - 多田彰文
- ドラマ『謎のセレブデート』

灼眼のシャナII SPLENDIDE SHANA Vol.II （2008年4月25日発売）
- 「流れ星＊エトランゼ」歌 - 吉田一美（声 - 川澄綾子） / 作詞 - マイクスギヤマ / 作曲・編曲 - FAULTFINDERS
- ドラマ『御崎高校殺人事件』
- 「蒼月のセレナータ」歌 - マージョリー・ドー（声 - 生天目仁美） / 作詞 - マイクスギヤマ / 作曲・編曲 - 多田彰文
- ドラマ「さらば愛しき子分ども」

灼眼のシャナII SPLENDIDE SHANA Vol.III （2008年5月23日発売）
- 「FRIENDS〜知己朋友〜」歌 - ヴィルヘルミナ・カルメル（声 - 伊藤静） / 作詞 - マイクスギヤマ / 作曲・編曲 - FAULTFINDERS
- ドラマ『平井家立てこもり事件』
- 「Half of Mine」歌 - フィレス（声 - 井上麻里奈） / 作詞 - マイクスギヤマ / 作曲・編曲 - 多田彰文
- ドラマ『エンゲージ・リンク-どこまでも、いつまでも-』

灼眼のシャナF SUPERIORITY SHANA III Vol.1（2012年2月29日発売）
- ドラマ『セレモニー』
- 「Light My Fire」「I'll believe」のTVサイズ
- 本編BGM

灼眼のシャナF SUPERIORITY SHANA III Vol.2（2012年4月25日発売）
- ドラマ『ヤーニング』
- 「Serment」「ONE」のTVサイズ
- 本編BGM

灼眼のシャナF SUPERIORITY SHANA III Vol.3（2012年7月27日発売）
- ドラマ『フューチャー』
- ドラマ『ホープ』
- 「光芒」歌 - 川田まみ / 作詞 - 川田まみ / 作曲・編曲 - 尾崎武士・中沢伴行

### アニメージュスペシャルドラマCD
月刊アニメ雑誌「アニメージュ」2008年4月号付属。声優はテレビアニメシリーズに準じている。ミニドラマ『迷子の迷子のゆうじ君』とキャストによるコメントを収録。
ゲスト出演
- 葛西ゆうじ - 井口裕香
- ゆうじの母 - 中尾衣里

## 漫画

### 灼眼のシャナ
メディアワークス刊の『月刊コミック電撃大王』2005年4月号から2011年10月号まで連載。
原作同様にシャナと悠二の出逢いから描かれており、I巻からIII巻までが原作I巻、IV巻からVI巻までが原作II巻、VII巻からVIII巻134ページが原作III巻、VIII巻135ページからX巻までが原作IV巻に相当する。また、II巻・IV巻・VI巻には漫画版『灼眼のしゃなたん』（アニメ版とは設定が異なる）、V巻には原作SII巻収録の『ゾートロープ』が収録されている。
毎巻、原作者・高橋弥七郎からのコメント、キャラクターデザインいとうのいぢからのコメントと書き下ろしのイラストが寄せられていて、そのコメントの中で高橋弥七郎はこの作品を「極上のコミカライズ作品」と高く評価している。
単行本は全X巻まで刊行された。累計発行部数は162万部を突破している。
- 高橋弥七郎（原作）・いとうのいぢ（キャラクターデザイン）・笹倉綾人（作画） 『灼眼のシャナ』 メディアワークス→アスキー・メディアワークス〈電撃コミックス〉、全10巻
  1. 2005年11月15日初版発行（10月27日発売[54]）、ISBN 4-8402-3224-5
  2. 2006年7月15日初版発行（6月27日発売[55]）、ISBN 4-8402-3503-1
    - 「with "GRIMOIRE"（初回限定版）」2006年6月20日発売[56]、ISBN 4-8402-3496-5

  3. 2007年5月15日初版発行（4月27日発売[57]）、ISBN 978-4-8402-3871-7
  4. 2008年2月15日初版発行（1月26日発売[58]）、ISBN 978-4-8402-4138-0
  5. 2008年7月26日初版発行（同日発売[59]）、ISBN 978-4-04-867201-6
  6. 2009年1月27日初版発行（同日発売[60]）、ISBN 978-4-04-867556-7
  7. 2009年9月26日初版発行（同日発売[61]）、ISBN 978-4-04-868136-0
  8. 2010年5月27日初版発行（同日発売[62]）、ISBN 978-4-04-868626-6
  9. 2011年1月27日初版発行（同日発売[63]）、ISBN 978-4-04-870349-9
  10. 2011年10月27日初版発行（同日発売[64]）、ISBN 978-4-04-870979-8

GRIMOIRE
II巻の初回限定版付属の冊子『"GRIMOIRE"』（グリモア）には、灼眼のシャナをテーマにした様々なイラストレーターや漫画家、小説家の作品が収録されている。
- イラスト - 灰村キヨタカ、椎名優、きちえも、袁藤沖人、輝竜司、PEACH-PIT、とりしも
- 漫画 - 後藤康有紀、有馬啓太郎、赤衣丸歩郎、海藍、しろー、片桐雛太、真田鈴、ツガノガク、しゃあ
- 小説 - おかゆまさき、鎌池和馬

### 灼眼のシャナX Eternal song -遙かなる歌-
『電撃「マ）王』増刊『電撃黒「マ）王』（季刊）にて、2007年9月19日（vol.1）から2009年（Vol.9）まで連載。2009年10月より本誌『電撃「マ）王』（現『電撃マオウ』）に移籍し、それに伴い掲載も月一に変化し、2012年7月まで連載された。
原作X巻の時代16世紀に焦点を当てた外伝コミック。シャナの先代にあたる『炎髪灼眼の討ち手』マティルダ・サントメールを中心にフレイムヘイズと“紅世の徒”の戦いが描かれている。
原作X巻には登場していないキャラクターとして“盤曲の台”ゴグマゴーグが登場しているが、外伝でこの“徒”が存在したことを仄めかすセリフがあり、番外編でも登場する等、正式なキャラクターとして扱われている。
- 高橋弥七郎（原作） / いとうのいぢ、木谷椎（キャラクターデザイン） / 木谷椎（作画） 『灼眼のシャナX Eternal song -遙かなる歌-』 アスキー・メディアワークス〈電撃コミックス〉、全5巻
  1. 2009年1月27日発売[65]、ISBN 978-4-04-867557-4
  2. 2010年8月27日発売[66]、ISBN 978-4-04-868711-9
  3. 2011年10月27日発売[67]、ISBN 978-4-04-870902-6
  4. 2012年9月27日発売[68]、ISBN 978-4-04-886915-7
  5. 2012年9月27日発売[69]、ISBN 978-4-04-891131-3

## テレビアニメ
2005年10月期のテレビアニメ化を機に、テレビアニメ3期、劇場版アニメ1本、OVA2シリーズ5本が製作された。いずれも製作はJ.C.STAFF。

## ゲーム

### PS2、携帯アプリ、DS版（メディアワークス）
灼眼のシャナ、灼眼のシャナDS
メディアワークス発売、VRIDGE製作で内容はほぼ同一。ジャンルはバトルアドベンチャーゲーム。悠二とシャナ達の夏休みを描いている。全8章。
PS2版 2006年3月23日発売（後にベスト版が2008年2月に発売）
ストーリーは原作者である高橋弥七郎により原案・監修されている。予約特典は「『灼眼のシャナ』イラスト集・焔」（小説版のカバーイラストやゲームのパッケージイラスト、ゲーム内の戦闘シーン、イベントグラフィックなどの設定資料、高橋弥七郎といとうのいぢのあとがき収録）であった。後に携帯アプリに移植された（電撃モバイルのサイトよりダウンロード可能）。
ファミ通の40点満点のクロスレビューでは24点だった。
DS版 2007年3月29日発売
原作者高橋弥七郎によるシナリオの全面改稿が行われ、正式な外伝となった。新規要素が追加されている。予約特典は「シャナイラスト・スクールカレンダー」、初回特典は「シャナゲーム・ミニラフ原画集『灯火』」であった。
ゲームオリジナルの“紅世の徒”、“戯睡郷”メア（声：小林沙苗）が登場する。オリジナルといっても小説と独立しているわけではなく、本編では回想といった形で、外伝・番外編では直接登場している。
本作の特徴は、アドベンチャーパートで会話中に突如発生する「アクティブカウントダウン」システムで、コントローラーの〇・☓・☐・△ボタンと方向キーを制限時間内に指示通り入力（DS版はタッチ画面に表示される番号をタッチ）が要求される。ここでのキー入力の成否はエンディングに影響するため重要である。各章のラストに“紅世の徒”などとの対決へ移行し、RPG調の戦闘が展開される。エンディングは「シャナ」ルートと「吉田一美」ルートそれぞれ2種類+男友達の全5種類。
ストーリー中のシーン（グラフィック）は、アルバムとして収録される。全て揃えるには5パターンあるエンディングを見ることが必要。
PS2版とDS版の違いはPS2版はほぼフルボイスに対してDS版は一部のキャラのみになっている。
OP曲は「EXIST」。また、OPアニメーションが機種によって異なっている。
キャスト / シャナ - 釘宮理恵 / 坂井悠二 - ボイスなし。 / 吉田一美 - 川澄綾子（PS2版のみ） / 坂井千草 - 櫻井智（PS2版のみ） / アラストール 江原正士（PS2版のみ） / マージョリー 生天目仁美 / マルコシアス 岩田光央 / ヴィルヘルミナ 伊藤静（PS2版のみ） / ティアマトー 渡辺明乃（PS2版のみ） / 池速人 野島裕史（PS2版のみ） / 佐藤啓作 野島健児（PS2版のみ） / 田中栄太 近藤孝行（PS2版のみ） / 緒方真竹 小林由美子（PS2版のみ） / ウィネ 鈴木達央 / フリアグネ 諏訪部順一 / マリアンヌ こやまきみこ / ラミー 清川元夢（PS2版のみ） / ソラト 白石涼子 / ティリエル 田村ゆかり / シュドナイ 三宅健太 / 教授 飛田展男 / ドミノ 加藤奈々絵 / メリヒム 小西克幸 / 天目一個 菅生隆之 / メア 小林沙苗 /
電撃検定 灼眼のシャナ / 灼眼のシャナ スピード / 灼眼のシャナ 大富豪
電撃モバイルに限り利用できる。iアプリ（FOMA903iシリーズ・メガアプリ対応機種のみ）のみ全共通タイトルで配信。他に「電撃検定」はEZアプリ (BREW) およびS!アプリ（SoftBank 3G対応機種のみ）に対応、「スピード（トランプ）」はEZアプリ (BREW)に対応している。

### 携帯アプリ版（タイトー）
灼眼のシャナ 〜炎髪灼眼の討ち手〜
原作1巻から4巻のストーリーをベースとするアクションゲーム。ストーリーモードではシャナを操作し、制限時間内にベルトスクロールステージをクリアし、ボスと対決する。バトルモードではフリアグネ、マージョリー、ソラト&ティリエル、シュドナイ、ヴィルヘルミナも選択可能で、対戦型格闘ゲームの要領で他のキャラクターと3本勝負を行い2本先取した方が勝ち。クリア後に残り時間や体力に応じてボーナスポイントが与えられ、攻撃力、防御力、スペシャル（特殊技ゲージ上昇率）、幸運（ブロック・クリティカル発生率）にポイントを割り振って育成が可能。
2006年11月よりiアプリ（FOMA903iシリーズ・メガアプリ対応機種のみ）、EZアプリ (BREW) およびS!アプリ（SoftBank 3G対応機種のみ）で配信されている。提供はタイトー。
灼眼のシャナII 〜星黎殿の戦い〜
アニメ版のストーリーをベースとするアクションゲーム。ストーリーモード・バトルモードのシステムや育成要素など、基本的な部分は前作と同様。両モードにおいて使用可能キャラが大幅に増加された。
2007年4月から5月にかけてiアプリ（FOMA903iシリーズ・メガアプリ対応機種のみ）、EZアプリ (BREW) およびS!アプリ（SoftBank 3G対応機種のみ）で順次配信された。提供はタイトー。
灼眼のシャナQIX
ゲームのルールはQIXを参照。ステージごとに決められた面積の陣地を占領すると、CGモードでシャナを始めとするキャラクターの背景画像が鑑賞できる。
灼眼のシャナ9パズル
いとうのいぢのイラストの9パズルFlashゲーム。2007年12月13日から2007年12月26日までのクリスマス期間限定。

### Mobage版（Arc）
灼眼のシャナ 封絶バトル
Arcが開発したスマートフォン版Mobage用ソーシャルゲーム。2015年7月7日配信開始。2017年8月29日配信終了。

### DMM版（Arc）
灼眼のシャナ 封絶バトルR
上記Mobage版に新機能を実装したPC、Android用ソーシャルゲーム。2017年5月25日配信開始。2017年11月1日配信終了。

## デスクトップマスコット
デスクトップマスコット 灼眼のシャナ
2007年4月19日発売。ノイズファクトリー製。Windows XP/Windows 2000対応。メインキャラクターの内ヒロイン5人を操作でカスタマイズできる3Dマスコット集で、SDにしたキャラも併録。

## 他作品との関連
PS2「ななついろ★ドロップス pure!!」（2007年）
メディアワークスから発売。本作のイラスト担当いとうのいぢが所属する会社のゲーム作品で、いとうが原画を担当していることから、シャナ、悠二、アラストールがゲスト出演をしている。同作品は他にもPC版・DS版があるが、シャナたちが登場するのはPS2版のみである。
PS2「乃木坂春香の秘密 こすぷれ、はじめました♥」（2008年）
アスキー・メディアワークスから発売。『灼眼のシャナ』を始めとした電撃文庫の作品に関したコスプレ衣装が登場している。
なお、同作品のアニメでも「乃木坂春香がシャナのコスプレをする」というネタが出ている。
TVアニメ「のだめカンタービレ 巴里編」（2008年）
アニメオタクであるフランクが着ているシャツのイラストや、部屋に飾っていたフィギュアの中にシャナが登場している。アニメ制作は同じJ.C.STAFF。
DS「電撃学園RPG Cross of Venus」（2009年）
アスキー・メディアワークスから発売。電撃文庫作品が共演、主要参加となる8作品の内でも物語の冒頭から登場して始終深く関わる他、主人公の使用武器が本作に登場する片手持ちの大剣型宝具『吸血鬼（ブルートザオガー）』。
又、「“紅世”の住人は異世界を単独で移動可能」、「とある魔術の禁書目録の魔術で封絶を強化出来る」等とクロスオーバーならではの設定が登場する。
DS「電撃学園RPG Cross of Venus SPECIAL」（2011年）
アスキー・メディアワークスから発売。2009年に発売された上記作品のリメイク。
TVアニメ「とある科学の超電磁砲」（2009年）
アニメ制作が同じJ.C.STAFFということもあり、シャナと吉田一美がクレープ屋に並んでいたり、アニメ版の吉田一美が飼っている犬と同じ名前のニシキヘビを婚后光子が飼っていたり、御坂美琴がコンビニで立ち読みしていた本の表紙がシャナだったりする。
MMORPG「マビノギ」（2009年3月12日 - 3月26日）
ゲーム内で使用できるプレミアムキャラクターカード（シャナ、悠二、ベルペオル、シュドナイ）とアイテムを販売した。
MMORPG「テイルズウィーバー」（2009年11月11日 - 11月25日）
期間限定のタイアップイベントを開催した。メロンパンを集めると特製アイテムがもらえるというイベントでNPCとしてシャナが登場した。
ダンジョンRPG「絶対ヒーロー改造計画」（2010年）
日本一ソフトウェアと電撃文庫作品のコラボレーションにおけるゲストの一人としてシャナが登場。ボスとして登場し、倒すことで入手できるパーツを使うことで主人公がシャナに変身できる。
MMORPG「メイプルストーリー」（2010年7月14日 - 8月25日）
「マビノギ」「テイルズウィーバー」と同じくネクソンのゲーム、メイプルストーリーとのタイアップ。課金アイテムを買ったり、使ったりする事によりシャナの髪型や武器、帽子（頭の上にシャナが乗る）などが手に入る。
カードゲーム「ヴァイスシュヴァルツ」（2011年 - 2012年）
2011年4月2日よりトライアルデッキとブースターパックとして、2012年9月29日より『III-FINAL-』がエクストラブースターとして参戦している。
スマートフォン向けのカードコレクションゲーム「嫁コレ」（2012年 - 2016年）
2012年4月20日に『灼眼のシャナIII-FINAL-』よりシャナのボイスカードが登場。
オンラインシミュレーションRPG「百年戦記 ユーロ・ヒストリア」（2014年3月27日 - 4月10日）
カプコンと電撃文庫とのコラボキャンペーンとして灼眼のシャナを題材にしたイベントクエスト“炎髪灼眼の討ち手”を配信。
アーケードゲーム「電撃文庫 FIGHTING CLIMAX」（2014年）
プレイヤーキャラクターとしてシャナ、サポートキャラクターとしてヴィルヘルミナが登場。同年、PS3とPS Vitaに移植版が発売。
アーケードゲーム「電撃文庫 FIGHTING CLIMAX IGNITION」（2015年）
上記作品に新たに参戦キャラクターと新システムを導入したリニューアル版。同年、PS4とPS3とPS Vitaに移植版が発売。
PS3「神様と運命覚醒のクロステーゼ」（2014年）
本作のキャラクターデザインをいとうのいぢが手がけていたことから、涼宮ハルヒと共に、サブシナリオに起用。
ソーシャルゲーム「魔法科高校の劣等生 スクールマギクスバトル」（2015年11月10日 - 11月19日）
『灼眼のシャナ 封絶バトル』とのコラボレーションで“共闘! 炎髪灼眼の少女”というイベントを実施。
スマートフォン向けパネルRPG「ディバインゲート」（2016年2月19日 - 3月4日）
『灼眼のシャナIII Final』とのコラボレーションを開催。
スマートフォン向けRPG「魔法科高校の劣等生 LOST ZERO」（2017年5月1日 - 5月8日）
『灼眼のシャナ 封絶バトル』とのコラボレーションで“炎髪灼眼の討ち手と邂逅”というイベントを実施。
PCブラウザ向けカードバトルRPG「ストライクウィッチーズ 軌跡の輪舞曲 Blitz」（2017年8月9日 - 8月16日）
『灼眼のシャナ 封絶バトルR』とコラボレーションを開催。相互で開催され、それぞれのゲームで条件を達成することでコラボ限定アイテムやゲーム内アイテムが入手可能だった。
スマートフォン向けRPG「モンスターストライク」（2017年10月17日 - 11月2日）
電撃25周年のコラボの一つで、クエスト“炎髪灼眼のフレイムヘイズ”やガチャを実施。
スマートフォン向けアクションRPG「天華百剣 斬」（2018年5月24日 - 6月14日）
コラボイベント“世界の均衡を守る者”を開催。
スマートフォン向けバトル「とある魔術の禁書目録 幻想収束」（2020年10月12日 - 10月25日）
コラボイベント“とある紅蓮の炎髪灼眼”やガチャを実施。
スマートフォン向けパズルRPG「パズル&ドラゴンズ」（2023年9月15日 - 9月29日）
電撃文庫30周年を記念したコラボレーションで『とある魔術の禁書目録』『魔法科高校の劣等生』と共にコラボガチャやコラボダンジョンなど実施。